# Beatriz Valdés
Beatriz Valdés Fidalgo (La Havane, 12 mai 1963) est une actrice cubaine-vénézuélienne.
Elle est née à Cuba, où elle étudie l'art dramatique et travaille jusqu'à ce qu'elle soit invitée au Forum Interaméricain du Cinéma au Venezuela en 1989. Son premier fils y est né en 1991.  

## Filmographie

### Telenovelas
- Algo más que soñar (1984)
- Piel (1992)
- El paseo de la gracia de Dios (1993)
- Volver a vivir (1996)
- Cambio de piel (1998)
- Reina de corazones (1998)
- Luisa Fernanda (1999)
- Amantes de Luna Llena (2000)
- Guerra de mujeres (2001)
- Las González (2002)
- Cosita rica (2003)
- El amor las vuelve locas (2005)
- Ciudad bendita (2006-2007)
- Arroz con leche (2008)
- La vida entera (2008)
- La mujer perfecta (2010)
- Válgame Dios (2012)
- Santa diabla (2013)
- 2018 : Mi familia perfecta : Mireya

### Films
- Una nueva criatura (1970)
- Los pájaros tirándole a la escopeta (1982)
- Lejanía (1985)
- Como la vida misma (1987)
- Capablanca (1987)
- Hoy como ayer (1987)
- La bella del Alhambra (1989)
- La voz del corazón (1997)
- 100 años de perdón (1998)
- Manuela Sáenz (2000)
- Amor en concreto (2003)
- Perfecto amor equivocado (2004)
- 2012 : Azul y no tan rosa de Miguel Ferrari : « Estrellita »